# Teodorico IV d'Olanda
Teodorico IV d'Olanda, in olandese Dirk IV van Holland (1020/30 – Dordrecht, 13 gennaio 1049), fu il sesto (secondo gli Annales Egmundani, fu il quinto) conte d'Olanda dal 1039 alla sua morte.

## Origine
Teodorico era il figlio primogenito del quinto Conte d'Olanda, Teodorico III e della moglie, Otelinda di Sassonia ( † 1043/44), figlia del duca di Sassonia, che era la figlia di Bernardo I (973-1011), margravio della marca del Nord e conte di Haldensleben e di Ildegarda di Stade della dinastia Odoniana († 1011).
Teodorico III d'Olanda, secondo il capitolo n° 37 della Chronologia Johannes de Beke era il figlio primogenito del quarto Conte d'Olanda, Arnolfo e della moglie, Liutgarda di Lussemburgo ( 965/70 – dopo il 1005), figlia di Sigfrido, primo conte di Lussemburgo e di Edvige di Nordgau, e sorella di Cunegonda, che aveva sposato il re di Germania e futuro Imperatore del Sacro Romano Impero, Enrico II).

## Biografia
Poco prima della sua nascita, suo padre Teodorico III con l'aiuto dei Frisoni sconfisse l'esercito imperiale, intervenuto in aiuto del vescovo di Utrecht, che subì molte perdite e anche il vescovo Adalboldo II e il comandante delle truppe imperiali, Goffredo di Lorena si salvarono a stento, e, l'esercito imperiale sconfitto a Vlaardingen fuggì in preda al panico.
Questa vittoria fu una tappa importante nello sviluppo e l'indipendenza della contea d'Olanda.
Suo padre, Teodorico III morì nel 1039 e fu inumato nell'abbazia di Egmond.
Teodorico, essendo il primogenito, gli succedette come Teodorico IV, conte d'Olanda, mentre suo fratello, il secondogenito, Fiorenzo, assumeva il titolo di conte della Frisia orientale.
Pur essendo ancora giovane, resse da subito il governo della contea, poiché la madre, dopo la morte del marito, era tornata in Sassonia e, non molto tempo dopo, era morta; alcuni cronisti sostengono che, anche se per un breve periodo, resse saldamente la contea.
Continuò la politica del padre, rinforzando la roccaforte di Vlaardingen, che suo padre aveva costruito e scontrandosi con il vescovo di Utrecht e a volte con il Rex Romanorum e, poi imperatore, Enrico III il Nero, come aveva fatto prima di lui dal padre, Teodorico III, e, dopo di lui dail fratello Fiorenzo I.
Teodorico IV morì giovane, il 13 gennaio 1049, ucciso dai suoi nemici, presso Dordrecht, e il corpo esanime fu portato a Egmond e inumato nell'abbazia di Egmond.

## Discendenza
Teodorico IV, dopo aver governato nove anni, morì senza aver avuto moglie, né figli.
Nel titolo di conte, gli succedette il fratello minore, Fiorenzo.

## Ascendenza
|                          |                     |                         | Genitori                |  |  | Nonni |  |  | Bisnonni              |  |  | Trisnonni            |  |
|                          |                     |                         |                         |  |  |       |  |  | Teodorico II d'Olanda |  |  | Teodorico I d'Olanda |  |
|                          |                     |                         |                         |  |  |       |  |  | Teodorico II d'Olanda |  |  | Teodorico I d'Olanda |  |
|                          |                     | Geva                    |                         |  |  |       |  |  | Teodorico II d'Olanda |  |  |                      |  |
| Arnolfo d'Olanda         |                     |                         |                         |  |  |       |  |  | Teodorico II d'Olanda |  |  |                      |  |
|                          |                     | Hildegarda di Fiandra   | Arnolfo I di Fiandra    |  |  |       |  |  |                       |  |  |                      |  |
|                          |                     | Hildegarda di Fiandra   | Arnolfo I di Fiandra    |  |  |       |  |  |                       |  |  |                      |  |
|                          |                     | Hildegarda di Fiandra   | Adele di Vermandois     |  |  |       |  |  |                       |  |  |                      |  |
| Teodorico III d'Olanda   |                     | Hildegarda di Fiandra   |                         |  |  |       |  |  |                       |  |  |                      |  |
|                          |                     | Sigfrido di Lussemburgo | Vigerico di Lotaringia  |  |  |       |  |  |                       |  |  |                      |  |
|                          |                     | Sigfrido di Lussemburgo | Vigerico di Lotaringia  |  |  |       |  |  |                       |  |  |                      |  |
|                          |                     | Sigfrido di Lussemburgo | Cunegonda               |  |  |       |  |  |                       |  |  |                      |  |
| Liutgarda di Lussemburgo |                     | Sigfrido di Lussemburgo |                         |  |  |       |  |  |                       |  |  |                      |  |
|                          |                     | Edvige di Nordgau       | Eberardo IV di Nordgau  |  |  |       |  |  |                       |  |  |                      |  |
|                          |                     | Edvige di Nordgau       | Eberardo IV di Nordgau  |  |  |       |  |  |                       |  |  |                      |  |
|                          |                     | Edvige di Nordgau       | Luitgarda di Lotaringia |  |  |       |  |  |                       |  |  |                      |  |
| Teodorico IV d'Olanda    |                     | Edvige di Nordgau       |                         |  |  |       |  |  |                       |  |  |                      |  |
|                          | Ermanno di Sassonia | Billung                 |                         |  |  |       |  |  |                       |  |  |                      |  |
|                          | Ermanno di Sassonia | Billung                 |                         |  |  |       |  |  |                       |  |  |                      |  |
|                          | Ermanno di Sassonia | Ermengarda di Nantes    |                         |  |  |       |  |  |                       |  |  |                      |  |
| Bernardo I di Sassonia   | Ermanno di Sassonia |                         |                         |  |  |       |  |  |                       |  |  |                      |  |
|                          |                     | Oda Billunger           | …                       |  |  |       |  |  |                       |  |  |                      |  |
|                          |                     | Oda Billunger           | …                       |  |  |       |  |  |                       |  |  |                      |  |
|                          |                     | Oda Billunger           | …                       |  |  |       |  |  |                       |  |  |                      |  |
| Otelinda di Sassonia     |                     | Oda Billunger           |                         |  |  |       |  |  |                       |  |  |                      |  |
|                          |                     | Enrico I di Stade       | Lotario II di Stade     |  |  |       |  |  |                       |  |  |                      |  |
|                          |                     | Enrico I di Stade       | Lotario II di Stade     |  |  |       |  |  |                       |  |  |                      |  |
|                          |                     | Enrico I di Stade       | Swanhild di Sassonia    |  |  |       |  |  |                       |  |  |                      |  |
| Ildegarda di Stade       |                     | Enrico I di Stade       |                         |  |  |       |  |  |                       |  |  |                      |  |
|                          |                     | Ildegarda di Reinhausen | Elli I di Rheinhausen   |  |  |       |  |  |                       |  |  |                      |  |
|                          |                     | Ildegarda di Reinhausen | Elli I di Rheinhausen   |  |  |       |  |  |                       |  |  |                      |  |
|                          |                     | Ildegarda di Reinhausen | …                       |  |  |       |  |  |                       |  |  |                      |  |
|                          |                     | Ildegarda di Reinhausen |                         |  |  |       |  |  |                       |  |  |                      |  |